# Mega Image
Mega Image est une chaîne de supermarchés roumaine, fondée en 1995 et appartenant au groupe belge Delhaize.

## Historique
En 2000, le Groupe Delhaize prend une participation dans Mega Image.
Fin 2005, Mega Image appartient à 100 % au Groupe Delhaize.
En 2008, Mega Image a acquis 14 magasins La Fourmi, pour la somme de 18,6 millions d'euros.
La plupart de ces supermarchés étaient situés à Bucarest et ont été transformés en Mega Image avant la fin 2009.
En juillet 2009, le Groupe Delhaize rachète les supermarchés Prodas de Bucarest.
En avril 2013, Méga Image devient la plus grande chaîne de magasins de Roumanie, elle compte 209 magasins à Bucarest, Constanța, Ploiești, Pitești, Brașov, Târgoviște et d'autres villes comme Mărcile (ro) : 139 sous l'enseigne Mega Image et 70 sous l'enseigne Shop&Go.

## Mega Image en chiffres
Nombre d'employés
- 2012 : 5 700[6]
- 2007 : 1 200[3]

Chiffre d'affaires
- 2012 : 394 millions d'euros[6]
- 2011 : 283 millions d'euros[7]
- 2010 : 210 millions d'euros[8]
- 2007 : 100 millions d'euros[9]

Nombre de magasins
| Année              | 2006 | 2007 | 2008 | 2009 | 2010 | 2011 | 2012 | 2013 | 2021 |
| ------------------ | ---- | ---- | ---- | ---- | ---- | ---- | ---- | ---- | ---- |
| Nombre de magasins | 18   | 22   | 40   | 51   | 72   | 105  | 133  | 249  | 806  |

## Note
- (ro) Cet article est partiellement ou en totalité issu de l’article de Wikipédia en roumain intitulé « Mega Image » (voir la liste des auteurs).